# Arlene Dahl

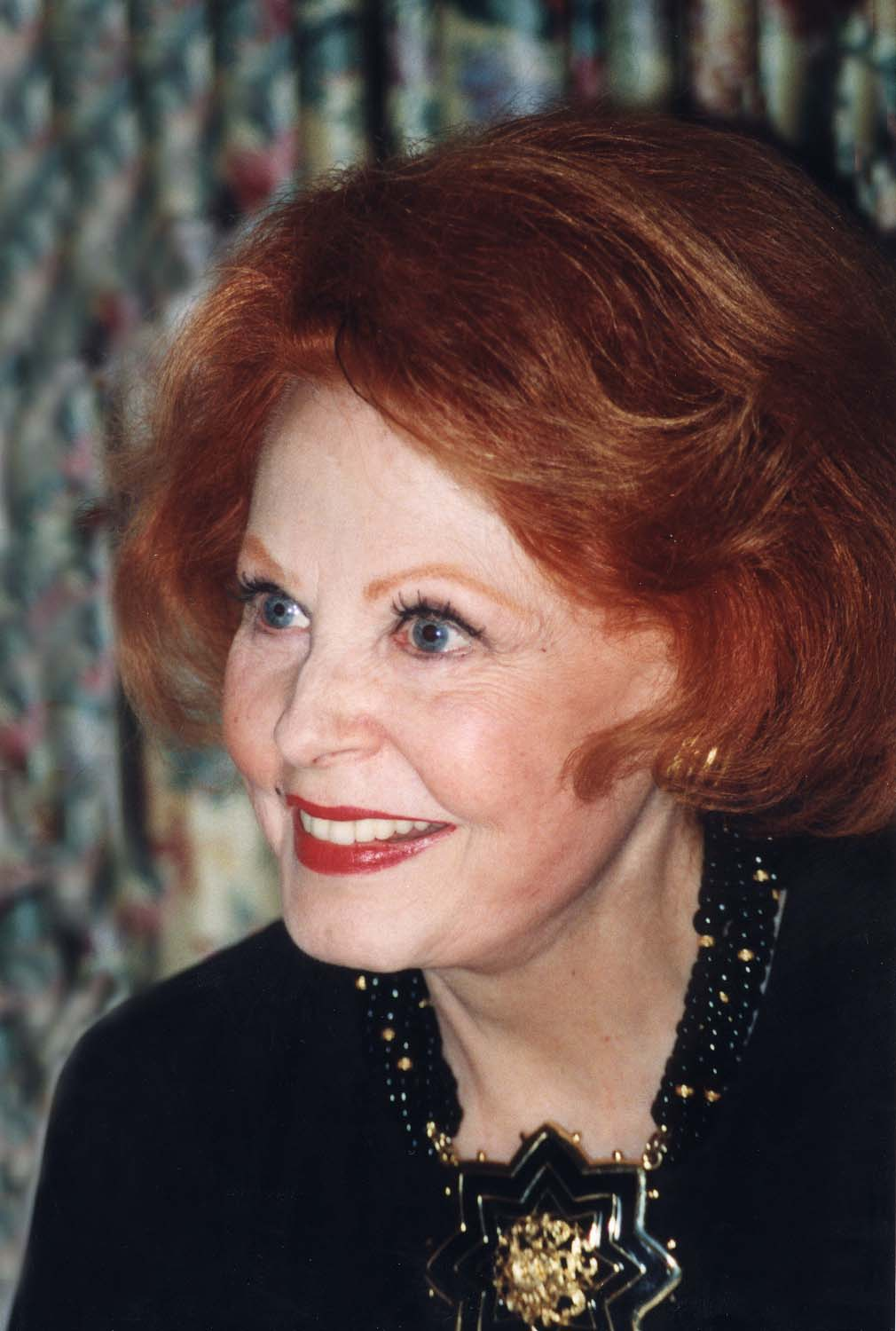
Arlene Dahl (2000)

Arlene Carol Dahl (* 11. August 1925 in Minneapolis, Minnesota; † 29. November 2021 in New York City) war eine US-amerikanische Schauspielerin, die vor allem in den 1950er Jahren durch Hauptrollen in Hollywood-Filmen Bekanntheit erlangte.

## Leben
Arlene Dahl wuchs als Kind norwegischer Einwanderer in Minnesota auf und schlug sich mit kleinen Jobs durch, ehe sie sich 1945 am New Yorker Broadway als Schauspielerin versuchte. 1947 erhielt sie ihre erste kleine Filmrolle in MGMs Filmkomödie Unser Leben mit Vater. Bereits ein Jahr später war sie in Hauptrollen zu sehen. 1949 spielte sie neben Robert Taylor in dem Western Die Letzten von Fort Gamble. In Richard Thorpes Filmmusical Drei kleine Worte konnte sie 1950 an der Seite von Fred Astaire und Vera-Ellen auch ihr Gesangstalent unter Beweis stellen.

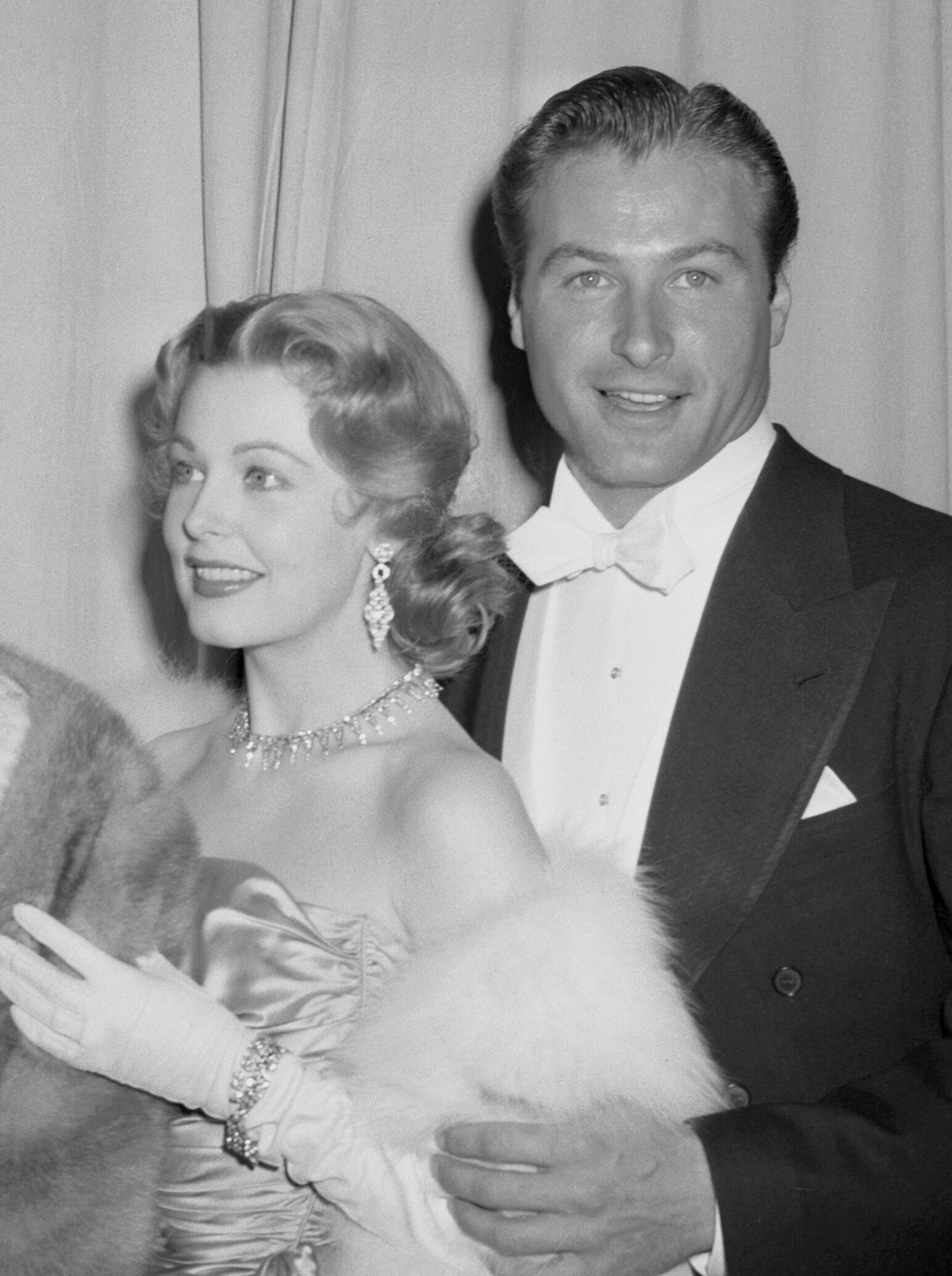
Arlene Dahl mit Lex Barker (1951)

Nachdem sie ihr Haar, ähnlich wie etwa Maureen O’Hara und Rhonda Fleming, rot gefärbt hatte, wurde Dahl besonders häufig in Abenteuerfilmen wie Die Geliebte des Korsaren (1952) oder Der blaue Stein des Maharadscha (1953) besetzt, in denen ihr Haar in Technicolor-Farben besonders gut zur Geltung kam. Zumeist hatte sie Rollen als Leading Lady, die am Ende des Films mit dem Helden zusammenfindet. In Allan Dwans Thriller Straße des Verbrechens konnte sie 1956 aber auch als Psychopathin überzeugen. Ihre vielleicht bekannteste Rolle hatte sie jedoch 1959 als Carla Goetaborg in der Jules-Verne-Verfilmung Die Reise zum Mittelpunkt der Erde an der Seite von James Mason.
In den 1960er Jahren zog sich Dahl zunehmend aus dem Showgeschäft zurück, um sich ihrer eigenen Kosmetikmarke zu widmen und Kolumnen zum Thema Schönheit in Frauenzeitschriften zu schreiben. Später veröffentlichte sie auch eine Reihe von Büchern zu diesem Thema. Sie stand noch bis Ende der 1990er Jahre sporadisch vor der Kamera, vor allem als Gastdarstellerin in Fernsehserien.
Arlene Dahl war sechsmal verheiratet, so unter anderem von 1951 bis 1952 mit dem Schauspieler Lex Barker, von 1954 bis 1960 mit dem Schauspieler und Filmproduzenten Fernando Lamas und zuletzt von 1984 bis zu ihrem Tod mit Marc Rosen. Aus ihren Ehen gingen drei Kinder hervor, darunter der Schauspieler Lorenzo Lamas. Dahl starb im November 2021 im Alter von 96 Jahren in New York.

## Filmografie (Auswahl)
- 1947: Unser Leben mit Vater (Life with Father)
- 1947: My Wild Irish Rose
- 1948: The Bride Goes Wild
- 1948: Der Superspion (A Southern Yankee)
- 1949: Guillotine (Reign of Terror)
- 1949: Sumpf des Verbrechens (Scene of the Crime)
- 1950: Die Letzten von Fort Gamble (Ambush)
- 1950: Blutiger Staub (The Outriders)
- 1950: Drei kleine Worte (Three Little Words)
- 1950: Brustbild, bitte! (Watch the Birdie)
- 1951: Von Gier besessen (Inside Straight)
- 1951: No Questions Asked
- 1952: Die Geliebte des Korsaren (Caribbean)
- 1953: Der Legionär der Sahara (Desert Legion)
- 1953: Weiße Herrin auf Jamaica (Jamaica Run)
- 1953: Sangaree
- 1953: Here Come the Girls
- 1953: Der blaue Stein des Maharadscha (The Diamond Queen)
- 1954: Die Welt gehört der Frau (Woman’s World)
- 1954: Gewehre für Bengali (Bengal Brigade)
- 1956: Straße des Verbrechens (Slightly Scarlet)
- 1956: Keiner ging an ihr vorbei (Wicked as They Come)
- 1957: Am seidenen Faden (Fortune is a Woman)
- 1959: Die Reise zum Mittelpunkt der Erde (Journey to the Center of the Earth)
- 1963–1965: Amos Burke (Fernsehserie, vier Folgen)
- 1964: Prinzgemahl im Weißen Haus (Kisses for my President)
- 1968: Les Poneyttes
- 1969: Katmandu (Les Chemins de Katmandou)
- 1969: Fahr zur Hölle, Gringo (Land Raiders)
- 1971: Wo die Liebe hinfällt (Love, American Style) (Fernsehserie, eine Folge)
- 1979–1987: Love Boat (The Love Boat) (Fernsehserie, vier Folgen)
- 1981: Fantasy Island (Fernsehserie, eine Folge)
- 1983–1984: Liebe, Lüge, Leidenschaft (One Life to Live) (Fernsehserie, vier Folgen)
- 1991: Kickboxer USA – Die Nacht des Fighters (Night of the Warrior)
- 1995: All My Children (Fernsehserie)
- 1995/1997: Renegade – Gnadenlose Jagd (Fernsehserie, zwei Folgen)
- 1999: Air America (Fernsehserie, eine Folge)